# أغنيس زان
أغنيس زان (بالألمانية: Agnes von Zahn-Harnack) (و. 1884 – 1950 م) هي مُدرسة، وكاتِبة ألمانية، ولدت في غيسن، توفيت في برلين، عن عمر يناهز 66 عاماً.

## روابط خارجية
- أغنيس زان على موقع مونزينجر (الألمانية)